# Berberis lanceolata
Berberis lanceolata är en berberisväxtart som beskrevs av George Bentham. Berberis lanceolata ingår i släktet berberisar, och familjen berberisväxter. Inga underarter finns listade i Catalogue of Life.